# Tostkar
Tostkar is een geslacht van kevers uit de familie van de loopkevers (Carabidae). De wetenschappelijke naam van het geslacht is voor het eerst geldig gepubliceerd in 1998 door Morvan.

## Soorten
Het geslacht Tostkar omvat de volgende soorten:
- Tostkar daoulivek Morvan, 1998
- Tostkar deuvei Morvan, 1998
- Tostkar kumatai (Habu, 1973)
- Tostkar nepalensis Morvan, 1998
- Tostkar tev Morvan, 1998